# Лијутперт
Лијутперт или Лијутберт (умро 702.) је био лангобардски краљ Италије од 700. до 702. са прекидима. Након што је наследио оца, краља Кунинцперта, владао је са тутором Анспрандом, војводом од Астија. После осам месеци Лијутперта је са престола збацио Рагинперт, војвода од Торина са сином Годипертом, Лијутпертовим праујаком. Лијутперт је успео да поврати престо тек након Рагинпертове смрти, али је убрзо поново био свргнут и заточен у затвору у Павији. Дао га је задавити Ариперт II, Рагипертов син.